# Marsac-sur-Don

Localització de Marsac-sur-Don

Marsac-sur-Don (en bretó Marzheg) és un municipi francès, situat a la regió de país del Loira, al departament de Loira Atlàntic, que històricament va formar part de la Bretanya. L'any 2006 tenia 1.237 habitants. Limita amb Derval, Conquereuil, Guémené-Penfao, Le Gâvre, Vay, Nozay i Jans.

## Demografia
| 1962                                       | 1968  | 1975  | 1982  | 1990  | 1999  |
| ------------------------------------------ | ----- | ----- | ----- | ----- | ----- |
| 1.161                                      | 1.227 | 1.166 | 1.197 | 1.192 | 1.200 |
| Des de 1962: població sense dobles comptes |       |       |       |       |       |

## Administració
| Període   | Identitat       | Partit |
| --------- | --------------- | ------ |
| 1934-1977 | Emerand Bardoul |        |
| 1977-1995 | Claude Leray    |        |
| 1995-2008 | Michel Houllier |        |
| 2008-     | Alain Duval     |        |